# 橘内蔵介
橘 内蔵介（たちばな くらのすけ、文政3年（1820年） - 明治13年（1880年）11月11日）は、幕末から明治の柳剛流の剣術家・武術家。諱は正以。

## 概要
伊勢国度会郡（現 三重県度会郡南伊勢町）に世古治良左右衛門の二男として生まれる。14歳で紀州藩の飛び地である伊勢国度会郡田丸（現 三重県度会郡玉城町）の紀州藩田丸預同心・橘為右衛門の養子となったが、養子となってすぐに養父母が死ぬ。
その後、田丸に住んでいた柳剛流の武術家・直井勝五郎より武術を学ぶ。直井の没後、備前の剣術家・林録之助が訪れたので、自宅に泊め剣術を学んだ。
天保15年（1844年）、直井門の兄弟子にあたる松平忠敏に招かれて江戸に赴き、忠敏の道場の師範代となる。その後、田丸に帰り道場を開き、武術だけでなく学問も教えた。
内蔵介の指導は厳しかったが、武士だけでなく農民も多く入門し、門人は数千人におよんだという。
田丸代官から紀州藩勘定吟味役になった小浦惣内が、内蔵介を将軍が上覧する剣術家に推薦したことにより、安政5年（1858年）4月、将軍・徳川家茂の前で剣技を披露した。
翌5月3日には、附家老・水野家の江戸屋敷で、内蔵介の門人と紀州藩の剣術師範家4流（田宮流・西脇流・金田流・浅山一伝流）の門人との試合を行った結果、柳剛流の実力が認められた。このことが紀州藩の藩校で柳剛流が採用される切っ掛けとなった。
明治13年（1880年）6月、内蔵介の還暦を祝って門人119名が度会郡宮古の広泰寺に寿蔵碑を建立したが、同年11月11日、没した。

## 肖像写真の発見
2021年、明治初年頃に撮影された肖像写真が、日本人写真師研究家の濵畠太により発見された。